# Prisdorf
Prisdorf település Németországban, Schleswig-Holstein tartományban. Lakosainak száma 2312 fő (2023. december 31.). Prisdorf Kummerfeld és Tornesch községekkel határos.

## Népesség
A település népességének változása:
| Lakosok száma | 1594 | 2258 | 2244 | 2275 | 2301 | 2312 |
|               | 1975 | 2017 | 2019 | 2021 | 2022 | 2023 |